# Научусь летать
«Научусь летать» — песня, написанная российской певицей МакSим. Была издана, как второй официальный сингл певицы, с её второго студийного альбома «Мой рай». В 2008 году песня получила награду «Золотой граммофон».
Песня стала вторым официальным синглом с альбома и пятым в сумме за всю карьеру, достигшим первого места в радиочарте стран СНГ.

## О песне
МакSим не раз говорила в интервью, что песня посвящена её другу, известному актёру. Поначалу МакSим долго скрывала, кому же именно посвящена композиция, но после, в одном интервью, всё же призналась, что: «„Научусь летать“ [была написана] — в ту пору, когда я дружила с актером Денисом Никифоровым, он снялся в моем клипе „Отпускаю“. Денис „подсадил“ меня на парашютный спорт, и я увлеклась им серьёзно».
Одновременно с альбомной версией песни в радиоротацию было выпущено несколько официальных ремиксов песни, таких как «Научусь летать (DJ Vini Remix)» и «Научусь летать (DJ Шевцов & Hard Rock Sofa)».
МакSим начала исполнять песню на концертах ещё до выхода второго альбома, поэтому она исполнялась во время обоих её туров.
Сингловая и альбомная версия отличаются партией духовых.

## Видеоклип
Клип снимался 5 и 6 марта в Киеве, Украина. Режиссёром видео стал Алан Бадоев.
По состоянию на январь 2019 года, на официальном канале певицы на YouTube видео набрало более 9,4 млн просмотров.

## Список композиций
- Цифровой сингл[8]

| №  | Название                                            | Автор(ы)         | Длительность |
| -- | --------------------------------------------------- | ---------------- | ------------ |
| 1. | «Научусь летать» (DJ Шевцов & Hard Rock Sofa Remix) | Марина Максимова | 3:01         |

- Радиосингл[9]

| №  | Название                                      | Автор(ы)         | Длительность |
| -- | --------------------------------------------- | ---------------- | ------------ |
| 1. | «Научусь летать»                              | Марина Максимова | 3:44         |
| 2. | «Научусь летать» (DJ Vini Remix)              | Марина Максимова | 3:44         |
| 3. | «Научусь летать» (DJ Шевцов & Hard Rock Sofa) | Марина Максимова | 3:45         |

## Реакция критики
Марк Радель, из «Intermedia.ru», особо выделил вступление композиции, где звучит труба и написал, что данная композиция, наряду с песнями «Мой рай» и «Лучшая ночь», — «это песни, которые могут дать полновесный ответ на вопрос, за что Максим полюбили». Сергей Соседов писал, что альбом «Мой рай», в целом, напоминает «хрестоматийный образчик полуночных девичьих грез и слез — […], дневниковых записей и стихов». В подтверждение своих слов он приводил пример из строчек песни: «Он носит крылья в рюкзаке, мечтает и грустит о ком-то, а на картинке так жестоко живет в пальто коротком чьем-то».

## Чарты
Песня возглавляла радиочарт стран СНГ 5 недель, став вторым синглом с альбома «Мой рай», поднявшимся на вершину чарта. В латвийском радиочарте сингл добрался до 27 позиции.
Песня заняла 5 место в белорусском чарте ринг-бэк тонов в июне 2008 года. В это же время песня «Мой рай» была на 10 месте, а песня «Знаешь ли ты» на 9-м.
Также песня заняла 55 позицию в чарте European Hot 100.
| Страна/территория (Чарт)           | Высшая позиция |
| ---------------------------------- | -------------- |
| Tophit Общий Топ-100               | 1              |
| Tophit Топ-100 по заявкам          | 4              |
| Tophit Российский Топ-100          | 284            |
| Tophit Московский Топ-100          | 1              |
| Tophit Санкт-Петербургский Топ-100 | 3              |
| Tophit Украинский Топ-100          | 145            |
| Tophit Киевский Топ-100            | 12             |
| Латвийский Топ-50                  | 27             |
| European Hot 100                   | 55             |
| Золотой граммофон                  | 1              |

| Страна/территория (Чарт)           | Высшая позиция |
| ---------------------------------- | -------------- |
| Tophit Общий Топ-100               | 1              |
| Tophit Московский Топ-100          | 2              |
| Tophit Санкт-Петербургский Топ-100 | 5              |
| Tophit Киевский Топ-100            | 27             |
| Топ-10 RBT                         | 5              |

### Годовые чарты
| Страна/территория (Чарт)    | Высшая позиция |
| --------------------------- | -------------- |
| Tophit Общий Топ-200        | 3              |
| Tophit Общий Топ-200 (рус.) | 2              |
| Tophit Топ-200 по заявкам   | 20             |
| Tophit Московский Топ-200   | 27             |
| ЕвроХит Топ 40              | 37             |
| Латвийский Топ-500          | 276            |

## Награды
- 2008 год — «Золотой граммофон»[33].
- 2008 год — диплом фестиваля «Новые песни о главном»[34].

## Участники записи
- МакSим — автор, продюсер, вокал, бэк-вокал
- Анатолий Стельмачёнок — аранжировка, гитара, бэк-вокал
- Евгений Модестов — соло-гитара
- Дмитрий Верба — бас-гитара
- Игорь Бессмертный — труба